# 山口太陽
山口 太陽（やまぐち　たいよう、2006年8月18日 - ）は、埼玉県出身のプロサッカー選手。Jリーグ・FC東京所属。ポジションはFW。

## 略歴
2021年、中学3年生時日本クラブユースサッカー選手権(U-15)大会でFC東京U-15むさしの全国大会初優勝に貢献した。
2023年、高校2年生時での高円宮杯プレミアリーグで10得点と活躍が認められU-17日本代表に選ばれたもののU-17ワールドカップには選ばれなかった。
2024年8月、FC東京へ昇格内定と2種登録が発表された。

## 所属クラブ
- 2015年 - 2018年 FCアビリスタ
- 2019年 - 2021年 FC東京U-15むさし
- 2022年 - 2024年 FC東京U-18
  - 2024年  FC東京（2種登録選手）
- 2025年 -  FC東京

## 個人成績
| 国内大会個人成績 | 国内大会個人成績 | 国内大会個人成績 | 国内大会個人成績 | 国内大会個人成績 | 国内大会個人成績 | 国内大会個人成績 | 国内大会個人成績 | 国内大会個人成績 | 国内大会個人成績 | 国内大会個人成績 | 国内大会個人成績 |
| 年度             | クラブ           | 背番号           | リーグ           | リーグ戦         | リーグ戦         | リーグ杯         | リーグ杯         | オープン杯       | オープン杯       | 期間通算         | 期間通算         |
| 年度             | クラブ           | 背番号           | リーグ           | 出場             | 得点             | 出場             | 得点             | 出場             | 得点             | 出場             | 得点             |
| 日本             | 日本             | 日本             | 日本             | リーグ戦         | リーグ戦         | リーグ杯         | リーグ杯         | 天皇杯           | 天皇杯           | 期間通算         | 期間通算         |
| ---------------- | ---------------- | ---------------- | ---------------- | ---------------- | ---------------- | ---------------- | ---------------- | ---------------- | ---------------- | ---------------- | ---------------- |
| 2024             | FC東京           | 56               | J1               | 0                | 0                | 0                | 0                | 0                | 0                | 0                | 0                |
| 2025             | FC東京           | 88               | J1               |                  |                  |                  |                  |                  |                  |                  |                  |
| 通算             | 日本             | 日本             | J1               | 0                | 0                | 0                | 0                | 0                | 0                | 0                | 0                |
| 総通算           | 総通算           | 総通算           | 総通算           | 0                | 0                | 0                | 0                | 0                | 0                | 0                | 0                |

## タイトル

### クラブ
FC東京U-15むさし
- 日本クラブユースサッカー選手権(U-15)大会（2021年）

## 代表歴
- U-17日本代表

Balcom BMW CUP 広島国際ユース(8月)
フランス遠征(9月)
- U-18日本代表

スペイン遠征(10月)